# Tchangodei

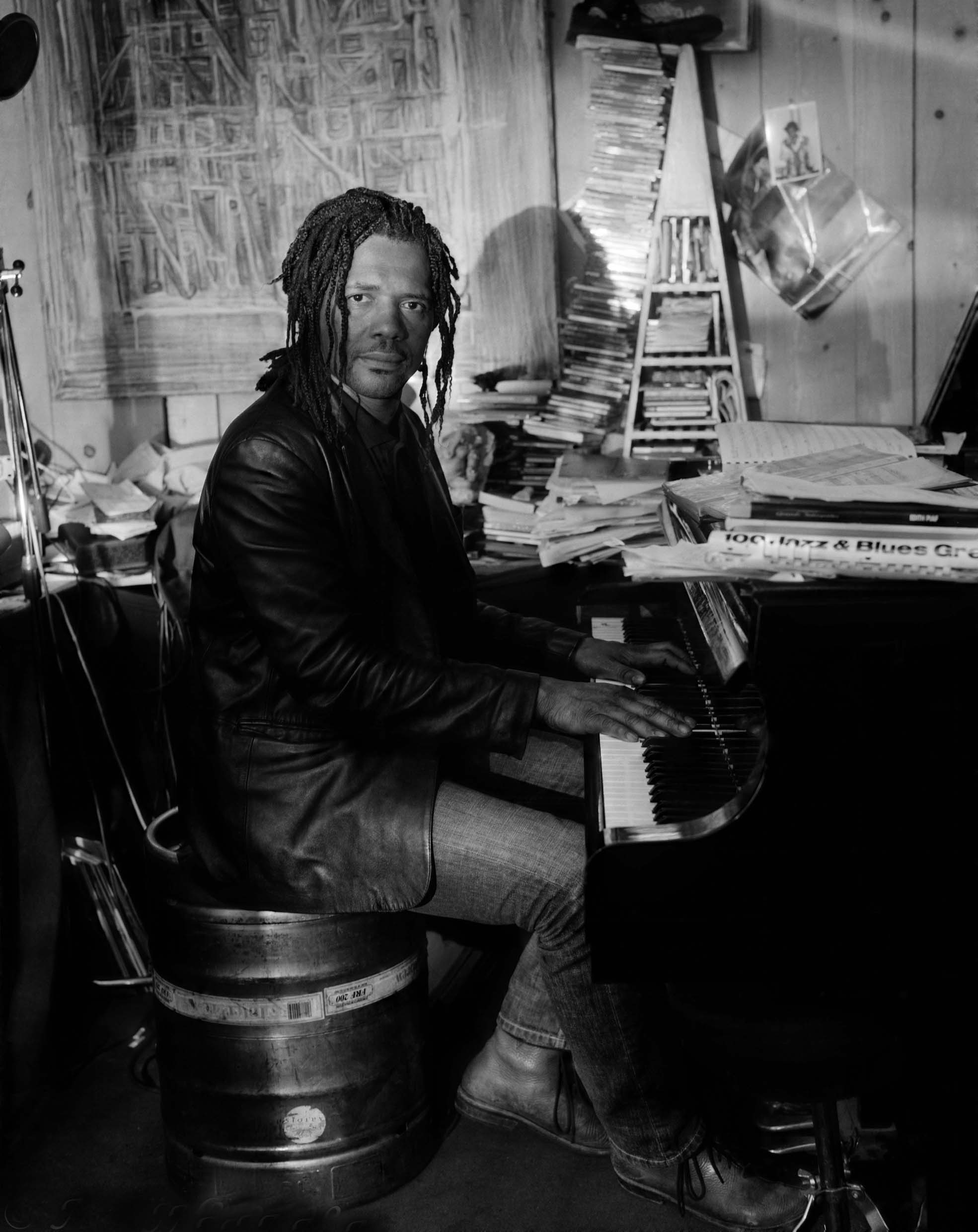
Tchangodei 2008, Foto:Anais Chaine

Tchangodei (* 13. Juni 1957 in Benin) ist ein beninischer Maler und Jazz-Pianist.

## Leben
Der musikalische Autodidakt wurde bekannt durch seine Komposition Sonate Africaine und seine Zusammenarbeit mit Steve Lacy, Archie Shepp, Mal Waldron, Sunny Murray, Sonny Simmons und Louis Sclavis. Er war mehrfach in Europa, in Nordafrika und in Japan auf Tournee.
Seit mehr als 20 Jahren betreibt Tchangodei den Club Le Bec du Jazz in Lyon, wo er auch lebt.

## Diskografie (Auswahl)
- Pas à Pas (1979)
- The Bow  (mit S. Lacy und Oliver Johnson, 1982)
- Ballade Obscure  (mit L. Sclavis, 1983)
- Eagle's Flight  (mit A. Shepp, 1985)
- Le Venin d'Afrique (mit M. Waldron, 1987)
- Three for Freedom  (mit M. Waldron und A. Shepp, 1987)
- Ginseng  (mit A. Shepp, Wilbur Little, Clifford Jarvis, 1988)
- Tôl  (mit George Lewis, Itaru Oki, L. Sclavis, 1999)
- Perfekte Leere – Liebe (mit Sunny Murray und Sonny Simmons, 2002)
- Pure Blues (2008)